# Ove Bager
Ove Bager (født Ove Wulff 25. juli 1917, død 3. juli 2004) var en dansk sanger, musiker, sangskriver og komponist.
Over Bager var udlært som bager fra konditoriet Bryggergården i Odense, og havde egen forretning i Albanigade i Odense. Han har været ansat ved Aktiebageriet, og en overgang som skibsbager ved rederiet ØK.
Han var kendt som gøgler, musiker, viseforfatter og komponist, men især for sangen om Lundeborg, Lundeborghymnen, som han skrev og med Lasse og Mathilde gjorde til en landeplage i 1973.
Han optrådte sammen med Lasse & Mathilde og Fynsk Harmoniforvirring i 1970'erne og 1980'erne i radio og TV, samt ved by- og havnefester. Som 80årig optrådte han på Midtfyns Festival. Sammen med Harmoniforvirringen solgte han over 200.000 plader.